# Neder-Uele
Neder-Uele (Frans: Bas-Uele) is een provincie aan de noordgrens van de Democratische Republiek Congo. Het gebied is ruim 148.000 km² groot en telde eind 2005 naar schatting één miljoen inwoners. De hoofdstad van het district is Buta. Neder-Uele is net als het aangrenzende district Opper-Uele genoemd naar de Uele-rivier.

## Bestuurlijke herindeling
Neder-Uele, met hoofdstad Buta, was in 1912 een van de 22 districten van Belgisch-Congo en lag toen in de provincie Orientale. Die provincie werd in 1933 de provincie Stanleystad. Na verscheidene reorganisaties volgend op de onafhankelijkheid bestond vanaf 1966 de provincie Haut-Zaïre, dat vanaf 1997 de naam Orientale zou dragen.
In de constitutie van 2005 werd voorzien dat de provincie Orientale wordt opgesplitst in de oorspronkelijke provincies waaruit zij is samengesteld. Zo werd Neder-Uele weer een zelfstandige provincie. De geplande ingangsdatum (februari 2009) werd ruim overschreden en de provincieindeling werd pas in juni 2015 van kracht.

## Grenzen
De provincie Neder-Uele deelt een grens met een buurland van de Democratische Republiek Congo:
- Twee prefecturen van de Centraal-Afrikaanse Republiek ten noorden:
  - Mbomou in het noordwesten
  - Haut-Mbomou in het noordoosten.

Verder grenst Neder-Uele aan vier andere provincies-nieuwe-stijl:
- Opper-Uele in het oosten
- Tshopo in het zuiden
- Mongala in het zuidelijke westen
- Noord-Ubangi in het noordelijke westen.

* = een stadsprovincie